# Mor Dimri
Mor Dimri (hebräisch מור דימרי; * 28. Juli 1998 in Bat Jam, Israel) ist eine israelische Schauspielerin.

## Leben und Karriere
Dimri wurde am 28. Juli 1998 in Bat Jam geboren. Sie besuchte die Shazar High School. Danach studierte sie an der Yoram Levinstein Acting Studio. Ihren Wehrdienst machte sie bei der IDF und sie wurde innerhalb eines Jahres aus familiären Gründen entlassen. Ihr Debüt gab sie 2024 in der Serie Ruach Tzafonit. Im selben Jahr bekam sie in der Serie The Truth die Hauptrolle.

## Filmografie (Auswahl)
- 2024: 8200 (Ruach Tzafonit, Fernsehserie)
- 2024: The Truth (Fernsehserie)